# Алма-Атинский метрополитен
А́лма-Ати́нский метрополите́н (официально — метрополите́н го́рода Алматы́, каз. Алматы метрополитені / Almaty metropolitenı) — система городского внеуличного электрического скоростного рельсового транспорта в Алма-Ате. Первая и единственная в Казахстане, вторая в Центральной Азии (после Ташкентского), шестнадцатая и хронологически последняя на постсоветском пространстве. Открыт 1 декабря 2011 года.
Используются специально спроектированные для него поезда южнокорейского производства «Hyundai Rotem» в количестве 4 вагонов на состав с расчётным сроком их службы на 30 лет.

## Пользование метрополитеном

### Правила
Правила пользования метрополитеном утверждены постановлением Правительства Республики Казахстан от 16 октября 2014 года № 1102. Их общий перечень приведён на официальном сайте метрополитена.

## Оплата проезда
Оплата проезда в метрополитене доступна различными способами.

### Система ONAY!
С 2016 года оплата в метрополитене производится карточной системой «ONAY!». Стоимость одной поездки картой «ONAY!» составляет — 120 тенге, для льготных пассажиров (школьники, студенты, пенсионеры) — 60 тенге.

### Жетоны

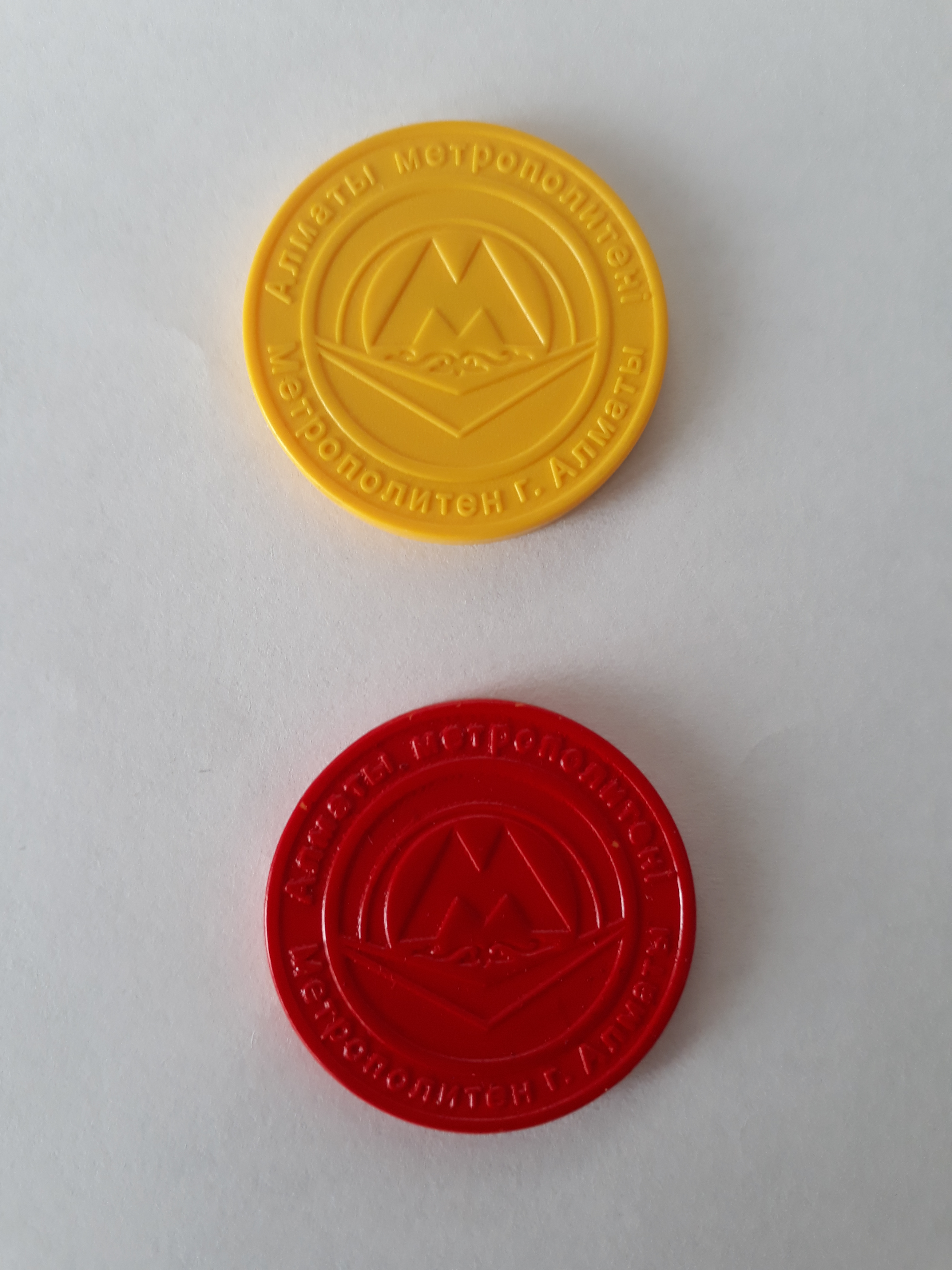
Жетоны для оплаты проезда (жёлтый — взрослый, красный — детский)

Оплата проезда осуществляется с помощью одноразовых смарт-жетонов. Стоимость одной поездки составляет 120 тенге, для детей от 7 до 15 лет стоимость составляет 60 тенге при предъявлении свидетельства о рождении. Стоимость смарт-карты без баланса составляет 100 тенге. Баланс смарт-карт можно пополнять через кассы и автоматизированные терминалы на станциях. Срок действия карты — 3 года. Срок действия жетона — до конца текущих суток. Среда объявлена «днём жетона». В этот день пассажиры могут принести свои просроченные жетоны и воспользоваться ими.

### Платежные карты
Также оплата проезда доступна банковскими платёжными картами VISA/MasterCard, для использования которых установлены отдельные турникеты.

## Пассажиропоток
В первый день, 1 декабря 2011 года, за 6 часов (с 18:00 до 0:00 (UTC+6)) услугами метрополитена воспользовалось 11 тыс. пассажиров. За первые 3,5 дня перевезено около 130 тыс. пассажиров.
За первый год работы метрополитена перевезено 6 млн пассажиров. 9 июля 2013 года (спустя 1 год и 8 месяцев после открытия) Алматинский метрополитен встретил 10-миллионного пассажира.
18 декабря 2014 года в метрополитене встретили и наградили 20-миллионного пассажира.
За 2016 год услугами метрополитена воспользовались 12,4 млн человек.
За 2017 год метрополитен перевёз 14 млн пассажиров.

## Система
Время работы метрополитена — ежедневно, с 6:20 до 00:00 (UTC+5). До 4 января 2012 года метрополитен работал с 6:00 до 00:00 (UTC+6).
Первая очередь первой линии имеет эксплуатационную длину 13,4 км и состоит из 11 станций (6 из которых — глубокого заложения, остальные пять — мелкого). Она проходит от пр. Райымбека в южном направлении под пр. Назарбаева (бывшая ул. Фурманова) до пр. Абая и далее по нему в западном направлении до улицы Момышулы. По линии курсируют 15 четырёхвагонных поездов. Интервал движения — 12 минут в выходные дни, 10 минут в будние дни в межпиковое время, в часы пик сокращается до 8 минут. Максимальная скорость движения 60 км/час. Время проезда по первой очереди первой линии составляет примерно 16 минут. Подвижной состав — современные поезда южнокорейского производства Hyundai Rotem со сквозным проходом, кондиционированием в салонах, хорошей шумоизоляцией, режимом полного автоведения и другими особенностями.
В настоящее время осуществляется продление первой линии в западном направлении (до рынка Барлык) через микрорайон Шугыла по проспекту Алатау. После завершения строительства в западном направлении планируется начать продление линии в северном направлении к вокзалу Алматы 1. В перспективе запланировано сооружение второй линии с пересадочными узлами на станциях Жибек Жолы и Сайран, ведущей на юго-запад до микрорайонов Орбита 1—4 и на северо-восток до мкр. Думан).
На некоторых перспективных схемах Алматинского метрополитена фигурирует также третья линия, проходящая через город с юга на север, начинающаяся в микрорайоне Казахфильм, и заканчивающаяся соединением с Первой линией в районе Нижней Пятилетки.

## Линии и станции

### Станции первой очереди
- «Райымбек батыра» (Назарбаева — Райымбека)
- «Жибек Жолы» (Гоголя — Панфилова)
- «Алмалы» (Карасай батыра — Панфилова)
- «Абая» (Абая — Кунаева)
- «Байконур» (Абая — Байтурсынова)
- «Театр имени Мухтара Ауэзова» (Абая — Муканова)
- «Алатау» (Абая — между Жарокова и Гагарина)
- «Сайран» (Абая — между Брусиловского и Тлендиева)
- «Москва» (Абая — между Утеген батыра и Алтынсарина)
- «Сарыарка» (Абая — между Алтынсарина и Саина)
- «Бауыржан Момышулы» (Абая — Бауыржан Момышулы)

### Строящиеся и проектируемые
- Первая линия
  - Вторую очередь Первой линии в западном направлении[20] начали строить 25 марта 2011 года[21]. Протяжённость составит 8,62 км[22][23]. Она будет состоять из 3 станций, разделённых на два участка[24].
    - «Сары-Арка» и «Бауыржана Момышулы» — 3,1 км.[25] Открыты 30 мая 2022 года[26].
    - «Калкаман» — 2,5 км. Открытие планируется в 2026 г.[27]

  - Третью очередь Первой линии в северном направлении планируют построить до железнодорожного вокзала Алматы 1. Она будет состоять из 6 станций: «Жансугурова», «Большой Алматинский канал», «Стадион», «Жумабаева», «Будённого», «Алматы-1». Станции второй очереди северного направления будут строиться надземным способом, на эстакаде. Протяжённость составит 8,76 км. Начало строительства ожидается после окончания строительства второй очереди первой линии, примерно в 2026−2028 годах, а окончить строительство планируется не ранее 2035 года[22].

### Проект строительства трёх линий
В соответствии с «Генеральным планом города Алматы», действовавшим до мая 2023 года, предусматривалось завершение строительства и поэтапный ввод в эксплуатацию трёх линий метрополитена:
- Первая линия, начинающаяся от станции имени «Райымбека батыра» (севернее пересечения пр. Райымбека и ул. Фурманова) под ул. Фурманова до пр. Абая и под пр. Абая до ул. Саина. Первая очередь первой линии заканчивается станцией «Алатау» (восточное пр. Гагарина), которая будет пересадочной с этой линии на другую. Всего на первой линии предусмотрено 15 станций. Общая протяжённость линии — 3,3 км; первой очереди — 8,5 км.
- Вторая линия, начинающаяся с пересечения с первой линией, далее через станцию «Бесагаш» (около ЖК «Открытое небо» / «Ашык тобе»)[28][29] по ВОАД до станции «Парк Горького» у Центрального парка отдыха под ул. Жибек Жолы с дальнейшим смещением под ул. Гоголя, поворотом на ул. Ауэзова, затем вдоль пр. Абая с пересечением первой линии (для организации пересадочного узла станция «Алатау») и дальнейшей трассировкой вдоль ул. Розыбакиева (с западной стороны) до ул. Торайгырова и заканчивается станцией «Орбита». Всего станций 9. Одна — пересадочная на первую линию. Протяжённость линии — 14 км.
- Третья линия (фактически являющаяся продолжение первой линии) — предполагается маршрут от станции имени «Райымбека батыра» с трассировкой на север до железнодорожного вокзала Алматы 1. Продолжение линии длиной 3,5 км — частично наземное. Общая протяжённость этой линии — 8,5 км. Всего станций: 4.

## Электродепо
Для обеспечения линий метрополитена планируется ввод в строй двух электродепо.
- «Райымбек батыр» — депо, которое используется для обслуживания Первой линии. Построено севернее станции «Райымбек батыра», введено в строй в 2011 году. Длина путей составит 0,29 км.
- «Орбита» — депо, которое будет использоваться для обслуживания Второй линии. Будет строиться южнее станции «Орбита». Будет находиться в микрорайоне «Таугуль-3».

## Инженерный корпус

Инженерный корпус Алматинского метрополитена

Инженерный корпус Алматинского метрополитена располагается на пересечении улиц Гоголя и Панфилова. В корпусе находится наземный вестибюль станции метро «Жибек Жолы».

## Ответственные компании
Генеральный подрядчик АО «АлматыМетроКурылыс». Подрядчики (по состоянию на январь 2008 года):
- ТОО «Сибметро» (завершил строительство правого перегонного тоннеля)
- ТОО ДП «Тоннельный Отряд-1» («ТО-1») (завершил строительство левого перегонного тоннеля и продолжает строительство станций «Райымбека», «Жибек Жолы», «Абая»)
- ТОО ДП «Тоннельный Отряд-2» («ТО-2») (завершил пробивку двух перегонных тоннелей от станции «Алатау» до станции «Байконур» и продолжает строительство станций «Алатау», «Тулпар», «Байконур»)
- «Бурундайский ремонтно-строительный завод» (производство железобетонных блоков для тоннелей).
- ОАО «Энергопроект Нискоградня» из Сербии (строительство станции «Алмалы»)
- ОАО «Транс-ИТ» (Группа компаний «ОПТИМА») из Москвы (проектирование комплекса систем автоматики, сигнализации, связи и безопасности (АССБ))[30]
- ООО «Лайтон» из Москвы (автоматизация и диспетчеризация метро Алматы)
- ТОО «Комескстрой» (завершил строительство эскалаторного тоннеля станций «Тулпар» и «Жибек Жолы», а также 17-го вентиляционного ствола)
- АО «Корпорация „КУАТ“» (строительство «Инженерного комплекса и здания эксплуатационного персонала метрополитена»)[31]
- ТОО «Арасан» (строительство скважин для венткиосков)
- ТОО «Мостотряд»
- ТОО «Гидроспецстрой»
- Кроме этих основных компаний в строительстве участвуют ещё около десятка субподрядных организаций.

## Строительство

### Советский период
В 1978 году был утверждён Генеральный план Алма-Аты, в котором была указана первая трасса метро.
В 1980 году председатель Совета Министров СССР А. Н. Косыгин подписал постановление за № 1537-р, которым предписывалось разработать технико-экономическое обоснование, спроектировать и начать строительство метрополитена в Алма-Ате.
В 1981 году институтом «Метрогипротранс» разработано технико-экономическое обоснование (ТЭО) проектирования и строительства трех линий Алма-Атинского метро.
3 июня 1981 года Совет Министров Казахской ССР принимает решение «О неотложных мерах по подготовке к строительству метрополитена в г. Алма-Ате». Для нужд метро было снесено 137 зданий, в том числе 92 жилых дома. Строительство Алма-Атинского метро началось 7 сентября 1988 года. С 1 января 1989 года приказом министра транспорта СССР№ 156-ОР за подписью В. А. Брежнева строительство метрополитена поручается осуществлять СУС «Бамтоннельстрой».
Срок окончания строительства определили на 1997 год. Строительство с 1989 по 1991 год велось на средства союзного бюджета, Казахская Советская Социалистическая Республика оплачивала лишь косвенные затраты.
В 1988 году разработан проект (ПСД) первой очереди метро, состоящей из 8 станций. Проект был разработан московским институтом «Метрогипротранс» при участии ленинградского института «Ленметрогипротранс».
После распада СССР строительство Алма-Атинского метро было заморожено.

### 1991—2003 годы
В 1991 году смета строительства составила 457 миллионов рублей. С 1994 года финансирование стало падать на 15—20 % в год и срок сдачи первой очереди был отодвинут на неопределённое время. В 1995 году была проведена комплексная экспертиза, в ходе которой выяснилось, что на строительство первой очереди метро понадобится 101 млрд тенге. К 1997 году государство имело многомесячные долги по зарплате перед метростроителями.
В этот период предпринимались неоднократные попытки найти инвесторов. В 1992 году австрийская фирма «Бетон-унд-Моибрау» подписала с «Алматыметростроем» контракт по внедрению последних технологий, облегчающих проходку тоннелей. Контракт должен был состояться в рамках австрийской кредитной линии, но этот вопрос остался нерешённым. Как замечают в «Алматыметрострое», это связано «с изменением экономической ситуации» в 1993 году.
Канадская компания «SNC LAVALIN» была выбрана в 1995 году в качестве делового партнёра для продолжения строительства Алматинского метро.
Условие, которое выдвинуло «SNC LAVALIN», — это гарантии Правительства Республики Казахстан, включение проекта в перечень приоритетных инвестиционных программ. Предлагалось финансирование за счёт займов международных финансовых организаций на 1998 год. Без предоставления этих условий фирма отказывалась работать.
В итоге канадцы предоставили технико-экономическое обоснование продолжения строительства. Были определены суммы финансовых вложений, схема финансирования, технология строительства и оборудования, источники заимствования и схема возврата суммы. Высказанные пожелания были представлены в меморандуме, описывающем принципы создания консорциума между акиматом города Алматы и «SNC LAVALIN».
Канадцами был разработан собственный проект с добавлением участка второй очереди, представляющий собой три станции: Алатау, Сайран и Сары-Арка. Срок строительства был установлен в 48—58 месяцев. У канадских партнёров возникли трудности с привлечением инвестиций.
В 1999 году акимом Алматы был подписан «договор о намерениях» о достройке метрополитена с канадской компанией «Bombardier». Компания «Bombardier» строила метро в таких крупных городах, как Нью-Йорке, Париже, Мехико, Лондоне, Анкаре. Вложить в строительство метрополитена канадцы были готовы 694 млн долларов, а собственный оборот компании составляет 18 млрд.
Немецкая компания «Philipp Holzmann» намеревалась возобновить строительство метро в Алмате в январе — феврале 2000 года. Были подписаны «протокол о намерениях» и договор на составление проектно-строительной документации и технико-экономического обоснования.
Первую линию метро протяжённостью 12,5 км «Philipp Holzmann» обещали построить за 2,5—3 года. Однако после посещения строительной площадки немцы постепенно свернули свою деятельность.
3 декабря 2002 года аким Алматы Виктор Храпунов заявил, что «на стройку метро средства придётся занимать. Если к 2003 году администрация города не сможет найти внешние инвестиции для завершения строительства метрополитена, проект будет финансироваться из республиканского бюджета». Для завершения строительства город планировал привлечь 550 миллионов долларов иностранных инвестиций, а правительство готово было предоставить гарантии ещё на 43 миллиона долларов.

### С 2003 года
В соответствии с государственной программой развития Алматы, утверждённой указом президента РК от 10 февраля 2003 года, с 2003 года финансирование на строительство метрополитен получает из республиканского бюджета, так как местные власти не смогли найти внешних источников финансирования. Для уменьшения нагрузки на бюджет и снижения расходов на строительство первой очереди Первой линии метрополитена, в 2004 году было принято решение не строить станцию «Коммунистическую», которая должна была находиться возле Национальной библиотеки, из-за близости со станцией «Абая».
С 2005 года финансирование находится под контролем президента Казахстана, это было заявлено 7 ноября 2005 года, когда, посещая строящийся метрополитен, президент Республики Казахстан сказал, что «Надо в следующем году завершить проходку, в конце 2006 — начале 2007 года начать работу над станциями и завершить в 2007 — начале 2008 года».
В первую очередь необходимо было увеличить скорость прокладки тоннелей, для чего в 2006 году был запущен современный тоннелепроходческий комплекс (ТПК) производства фирмы «Херренкнехт» производительностью до 250—300 м тоннеля в месяц, купленный у Германии. Он стал третьим тоннелепроходческим щитом в Алматинского метрополитене. На запуске ТПК германского производства было подтверждено, что метро откроется к 2008 году. Однако уже после запуска тоннелепроходческого щита немецкого производства заместитель акима Алматы Серик Сейдуманов сообщил, что срок сдачи первой очереди Алматинского метрополитена в эксплуатацию сдвигается на начало 2009 года.
В конце второго квартала 2007 года был сдан первый готовый объект метрополитена — вентиляционный ствол № 13, который находится на пересечении улиц Фурманова и Маметовой. Он функционирует в режиме нагнетания воздуха в строящиеся тоннели, что положительно сказалось на условиях строительства новых и вентиляции уже построенных тоннелей.
12 февраля 2008 года аким Алматы Имангали Тасмагамбетов уточнил сроки сдачи Алматинского метрополитена в эксплуатацию: «До конца года мы произведём отделку пяти станций, отделку оставшихся двух станций проведём в начале 2009 года. Первая очередь метрополитена, протяжённостью 8,6 км, будет сдана в эксплуатацию 22 марта 2009 года». Кроме того, в этот же день были обнародованы первые эскизы будущих станций Алматинского метрополитена. Возможность окончания строительства в заявленные сроки была гарантирована двукратным увеличением финансирования (с 18 млрд тенге в 2006 и 2007 году, до 36 млрд тенге в 2008 году), что также позволило объявить тендер на закупку 28 вагонов электропоездов, которые по плану должны были быть поставлены в мае 2009 года.
1 июля 2008 года был завершён демонтаж тоннелепроходческого комплекса «КТ-5,6 Б21» в правом перегонном тоннеле метро перед станцией «Байконур», который был полностью готов от станции «Райымбек батыра» до станции «Алатау». Это было сделано для обеспечения безопасной сбойки левого перегонного тоннеля со станционной камерой на станции «Байконур», которая состоялась 25 июля 2008 года на глубине 30 метров. Этой сбойкой полностью завершено строительство перегонных тоннелей от станции «Райымбек батыра» до станции «Алатау» протяжённостью 16 километров. Таким образом остались работы по сооружению станционных тоннелей, отделка станций и строительство вестибюлей.
В сентябре 2008 года началось строительство подземного перехода на пересечении улицы Фурманова и проспекта Райымбека с выходом на одноимённую станцию с последующим завершением строительства вестибюля.
12 декабря 2008 года произошла стыковка ещё одного станционного тоннеля с подходным коридором станции «Жибек Жолы». Пресс-секретарь АО «Алматыметрокурылыс» Ерлан Назаров напомнил, что срок сдачи Первой линии метрополитена вновь отодвинут и теперь ввод в строй семи станций намечен на декабрь 2009 года.
В двух тендерах, прошедших в 2008 году победила фирма «Hyundai Rotem», обязавшаяся до конца 2008 года поставить, смонтировать и отладить 22 эскалатора, кроме того, доставить и отладить семь составов поездов в мае 2009 года. В тендере на закупку вагонов участвовали также три фирмы: российские «Вагонмаш» и «Метровагонмаш» и канадский «Бомбардье». В тендере по закупке эскалаторов участвовали ещё две фирмы: «ThyssenKrupp» и «Казлифтмонтаж».
Было завершено строительство энергетических подстанций «Кенсай», «Отрар», «Алатау», «Топливная» в Алатауском районе, для электроснабжения Алматинского метрополитена.
29 июля 2009 года аким города Алматы проверил ход строительства первой линии метрополитена. А. Есимов ознакомился с ходом строительства станций и тоннелей. В настоящее время выполнены работы по возведению основных конструкций станций: «Райымбек батыра», «Жибек Жолы», «Алмалы», «Алатау», однако по станциям «Абая», «Байконур», «Театр имени Мухтара Ауэзова» строительные работы продолжаются, смонтированы эскалаторы на трёх станциях.
17 декабря 2009 года Каныбек Нурмаханбетов (директор ГКП «Дирекция строящегося метрополитена») заявил, что вагоны поступят из Южной Кореи с мая по август 2010 года, а уже 14 июня 2010 года в электродепо «Алматыметрокурылыс» состоялась презентация первой партии подвижного состава, произведённого южнокорейской компанией «Hyundai Rotem» специально для метрополитена Алматы.
В общем, по плану для метрополитена должны быть закуплены 28 вагонов, общая стоимость которых составляет порядка 86 млн долларов США. Уже поступило 16 вагонов.
В 2010 году в городе Алматы в строй были введены восемь подстанций, в том числе и для своевременного ввода в эксплуатацию объектов метрополитена.
26 апреля 2010 года, при посещении строящегося метрополитена, глава государства Н. А. Назарбаев заявил, что метрополитен в Алмате будет готов к 16 декабря 2011 года.
В октябре 2010 года впервые состоялась обкатка нового вагона, но лишь 15 января 2011 года была доставлена вторая партия вагонов для Первой линии метрополитена. Таким образом, с опозданием на четыре месяца, метрополитен был укомплектован всеми необходимыми 28 вагонами.
По состоянию на март 2011 года полностью завершена отделка станций «Райымбек батыра», «Жибек Жолы» и «Алатау», из 24 эскалаторов установлено 18, из 29 необходимых вентиляторов — 11, кабельная продукция уложена на 50 %. Все необходимые работы будут завершены в августе 2011 года. Единственная станция, которая не будет готова в первом полугодии нынешнего года — это станция «Байконур», так как для её отделки используются материалы в стиле «хай-тек», которые только начали поступать из Германии.
В апреле 2011 года был завершён монтаж ходового рельса в правом перегонном тоннеле, а 7 июля 2011 года в левом, таким образом для завершения строительства осталось закончить отделочные работы, обкатку вагонов по линии и обучение персонала.
В 2019 году работы на двух станциях метро «Достык» и «Сарыарка» были приостановлены в связи с коррупцией в отношении ТОО «СК инженерная поддержка», являющимся владельцем 80 % акций АО «Алматыметрокурылыс», возбуждено уголовное дело.

### Серьёзные инциденты
Смерть рабочего — февраль 2006 года
В феврале на строительстве метрополитена погиб рабочий. Примерно в 9 часов утра рабочий Али Сулекбаев попал под колёса «КамАЗа». 22-летний Сулекбаев был работником АО «АлматыМетроКурылыс». «КамАЗ» в дорожной полиции не зарегистрирован.
Обвал грунта 9 августа 2008 года
9 августа 2008 года примерно 17 часов произошёл обвал грунта с поверхности в тоннель строящегося метрополитена на пересечении проспекта Абая и улицы Гагарина. Из находящегося недалеко строительного котлована вскоре прибыли метростроители и КамАЗы, гружёные землёй, начали засыпать обвал.
12 августа глава АО «Алматыметрокурылыс» Мурат Укшебаев не встретился с журналистами. По некоторым данным, опоры вместо положенных по проекту 4 метров были установлены на расстоянии 20 метров.
16 августа дирекция АО «Алматыметрокурылыс» огласила официальные выводы комиссии: «Грунты района представлены почвенно-растительным слоем, насыпными грунтами, суглинком и галечником. Разделительная зелёная полоса пр. Гагарина в летнее время систематически орошается через арычную систему. Вода, дренируя, постепенно промывала грунт. Когда влажность грунта достигла критической точки, под собственной тяжестью произошло обрушение грунта».
По словам заместителя главного инженера ГКП «Дирекция строящегося метрополитена Алматы», Саламата Есимханова: «Намокание грунта не может служить причиной обвала. Проектировщики изучили все риски. У них были все данные об этом участке, они не могли не знать, что там течёт вода или находятся какие-нибудь коммуникации».
Глава АО «Алматыметрокурылыс» Мурат Укшебаев отказался от всех комментариев на эту тему.

### Сведения
Первый участок строился в тоннелях диаметром 5,1 м. Планировалось, что на последующих участках будут сооружаться тоннели диаметром 14 м для поездов метро на нижнем ярусе и автомобилей на верхнем — с закупкой соответствующих ТПК, но в итоге от этой идеи отказались.
Строительство вело АО «Алматыметрокурылыс»[значимость факта?].
Численность работающих составляла 1700 человек, из них 1200 человек были заняты на строительно-монтажных работах[когда?].
Строительство первой очереди Первой линии велось с сентября 1988 года.
За время строительства метро было освоено 117,3 млрд тенге, из них в 2004—2009 годы — 86,2 млрд тенге.

### Технологии
- Для проходки первого наклонного хода метро СКТБ «Бамтоннельстрой» был сконструирован проходческий комплекс на базе японского экскаватора «Като».
- Сооружение правого станционного тоннеля станции «Абай», наклонного хода станции «Байконур» с подходным коридором, а также правого станционного тоннеля станции «Тулпар», среднего станционного тоннеля станции «Алмалы» велось методом НАТМ.
- Использовался проходческий комплекс ТНУ-4 (на сооружении наклонного хода станции «Абай»).
- Использовался проходческий комплекс КПЩ-12 (на сооружении поперечной камеры станции «Байконур» и правого перегонного тоннеля станции «Алатау»).
- Использовался микротоннелепроходческий комплекс AVN−600 Herrenknecht AG (для устройства экрана на станции «Алматы», перегонного тоннеля между станциями «Алмалы» и «Абай»)[67].

## Прибыль
По финансовым результатам за 2012 год Алма-Атинского метрополитен потерпел убытки в размере 2,77 млрд тенге, или чуть более $18 млн.

## Галерея строительства

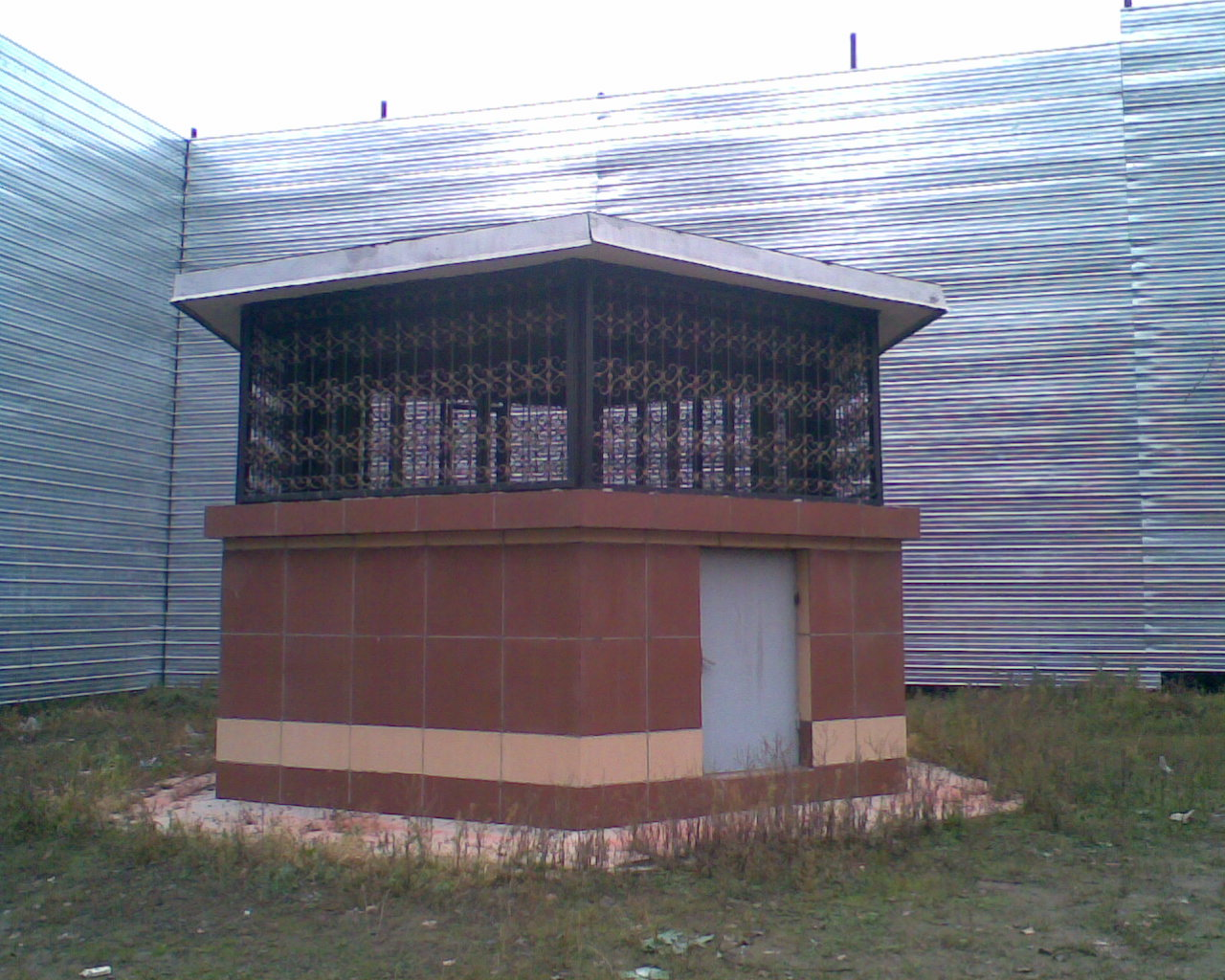
Вентоствол на пересечении улиц Фурманова и Маметовой между станциями «Жибек Жолы» и «Райымбек-батыра» (октябрь 2008 года)
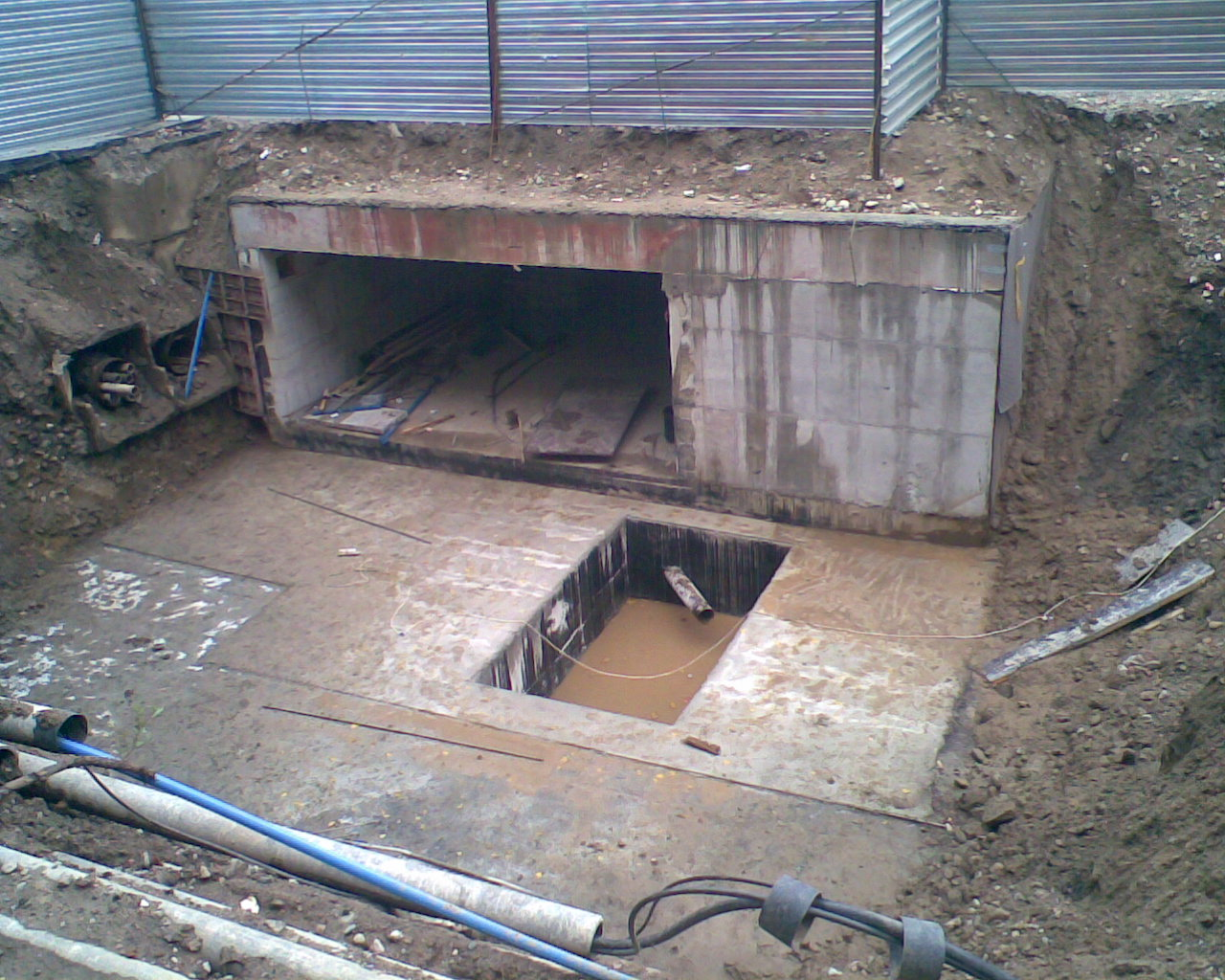
Строительство переходов под улицей Фурманова и проспектом Райымбека около станции «Райымбек-батыра» (октябрь 2008 года)
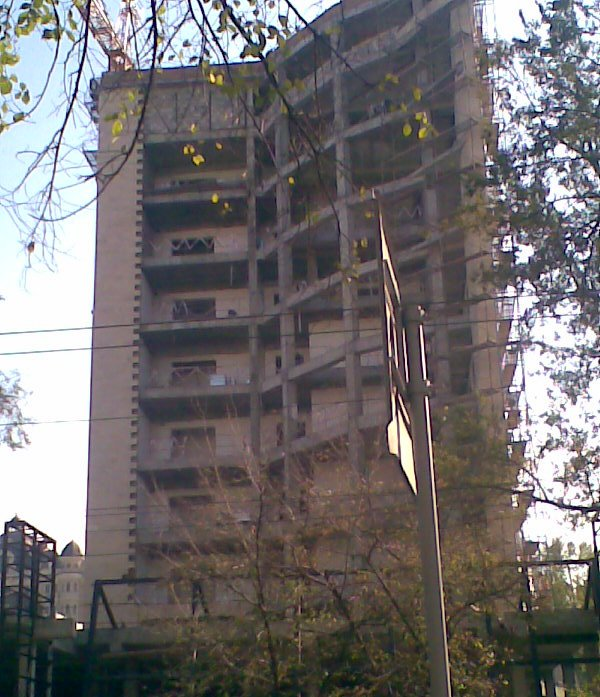
Здание инженерного корпуса (вид со стороны ул. Гоголя) над станцией «Жибек Жолы» (октябрь 2008 года)
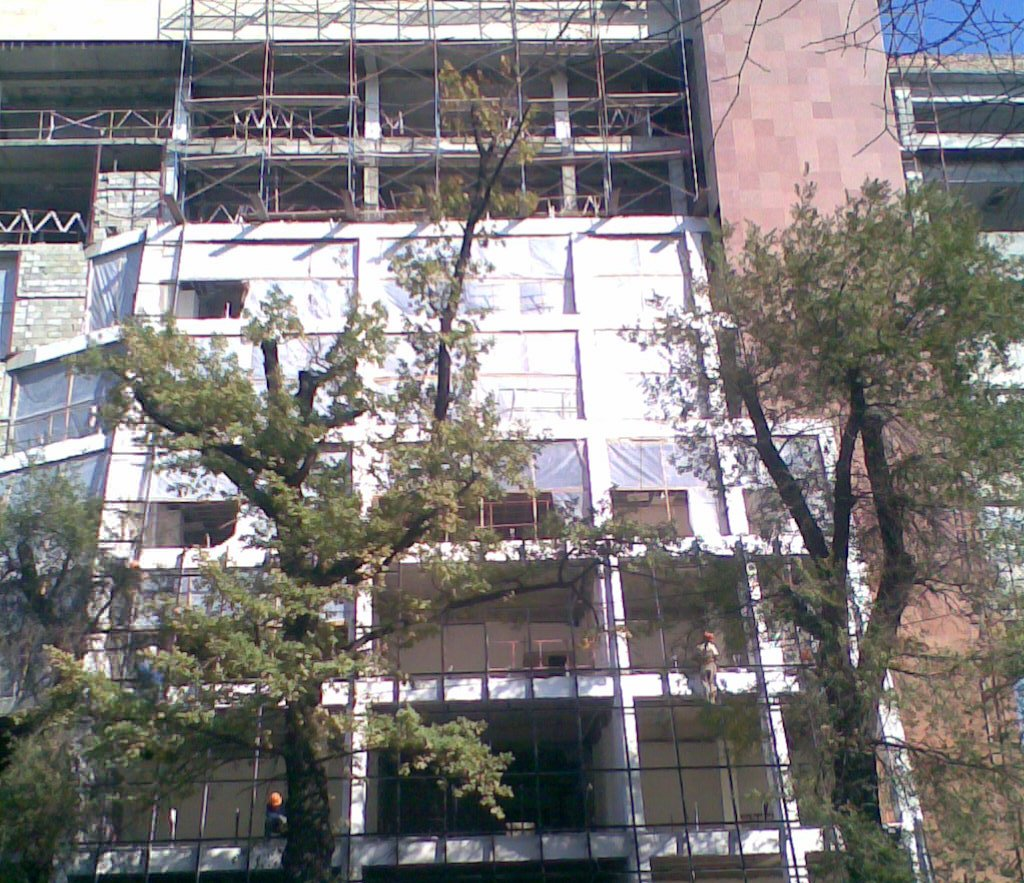
Здание инженерного корпуса (вид спереди ул. Панфилова) над станцией «Жибек Жолы» (октябрь 2008 года)
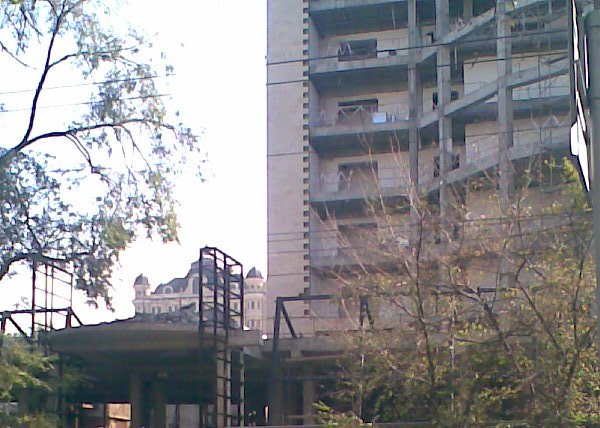
Здание инженерного корпуса (вид спереди ул. Панфилова) над станцией «Жибек Жолы» (октябрь 2008 года)
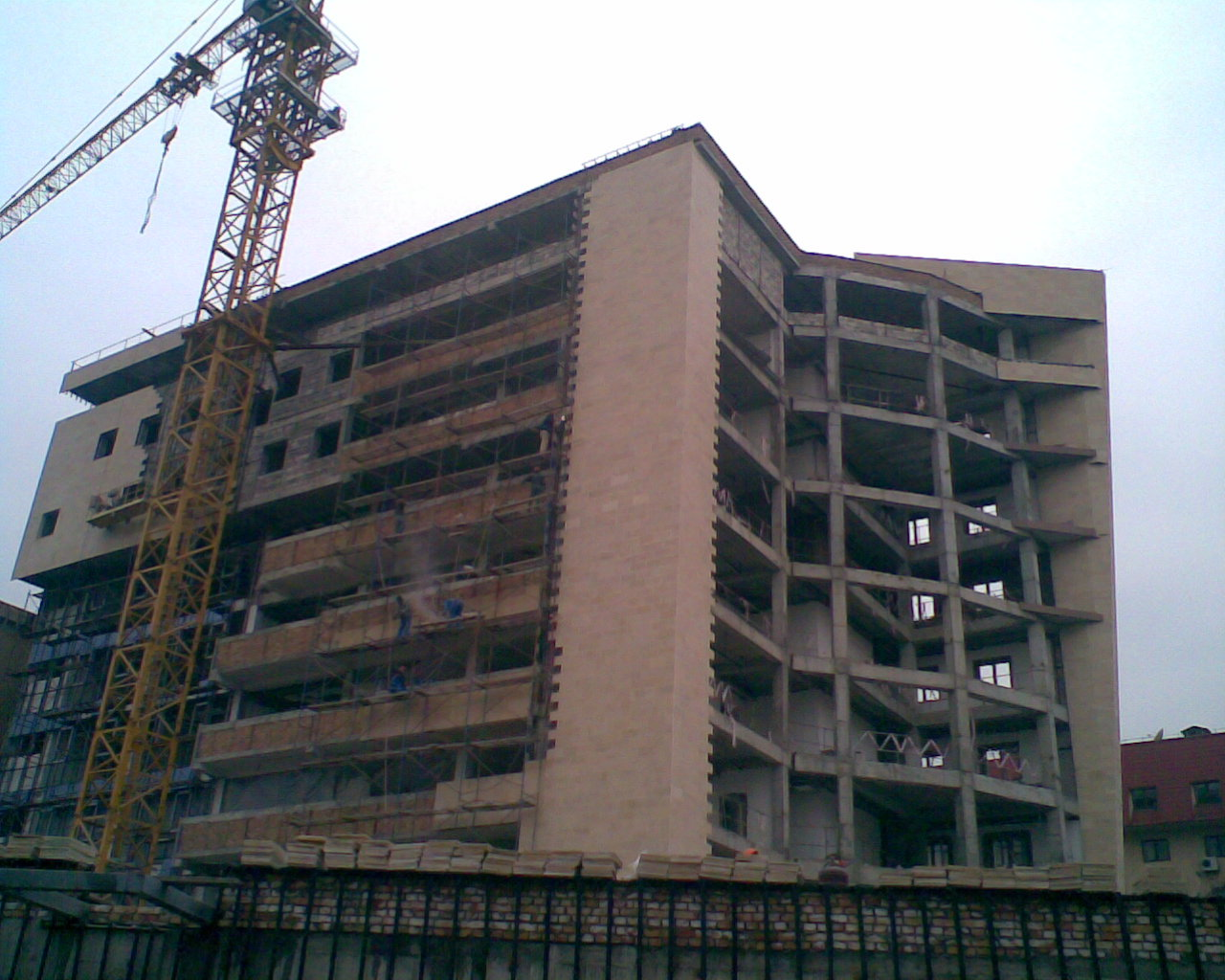
Здание инженерного корпуса (вид сзади ул. Гоголя) над станцией «Жибек Жолы» (ноябрь 2008 года)
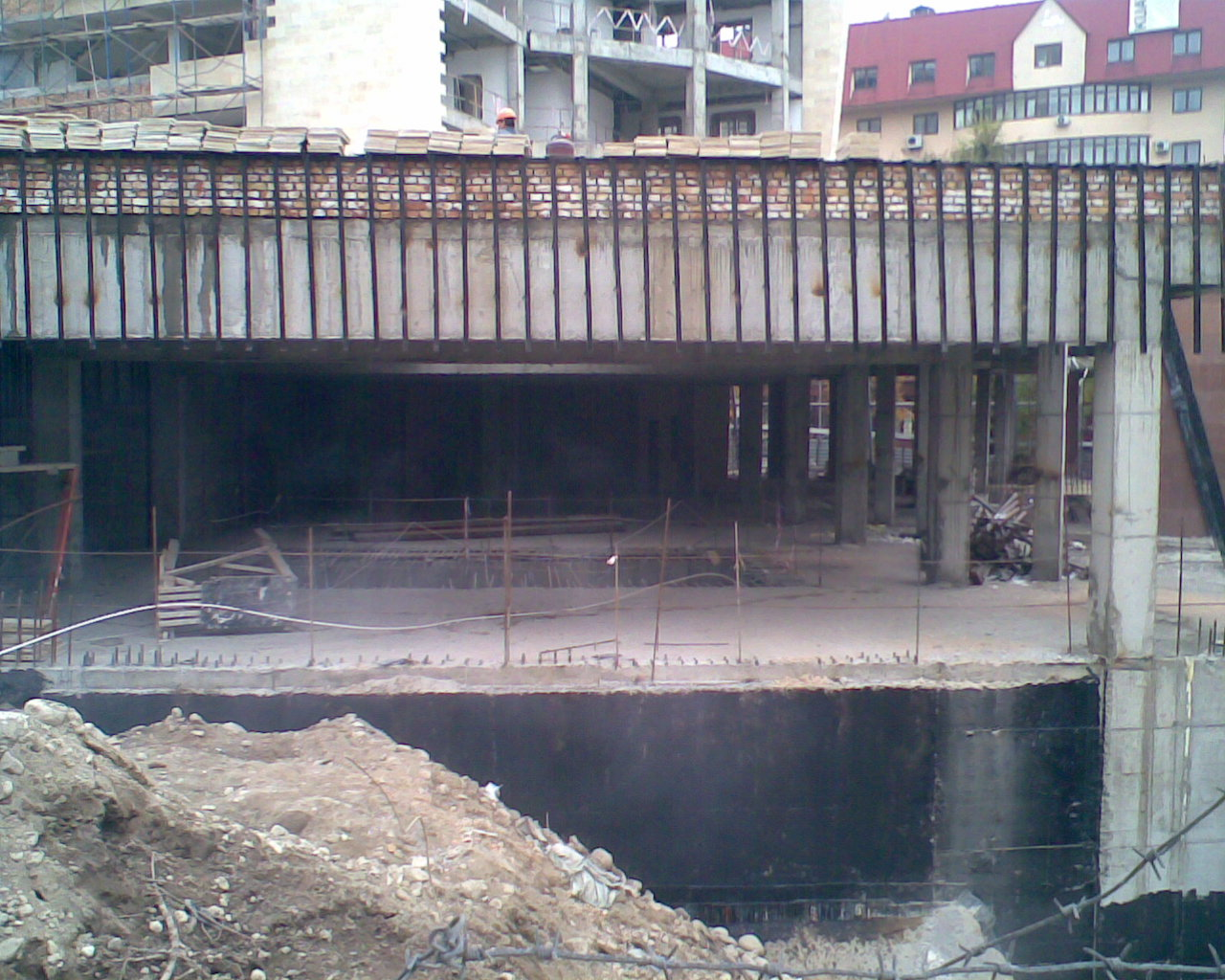
Строящийся вестибюль (вид сзади ул. Гоголя) над станцией «Жибек Жолы» (ноябрь 2008 года)
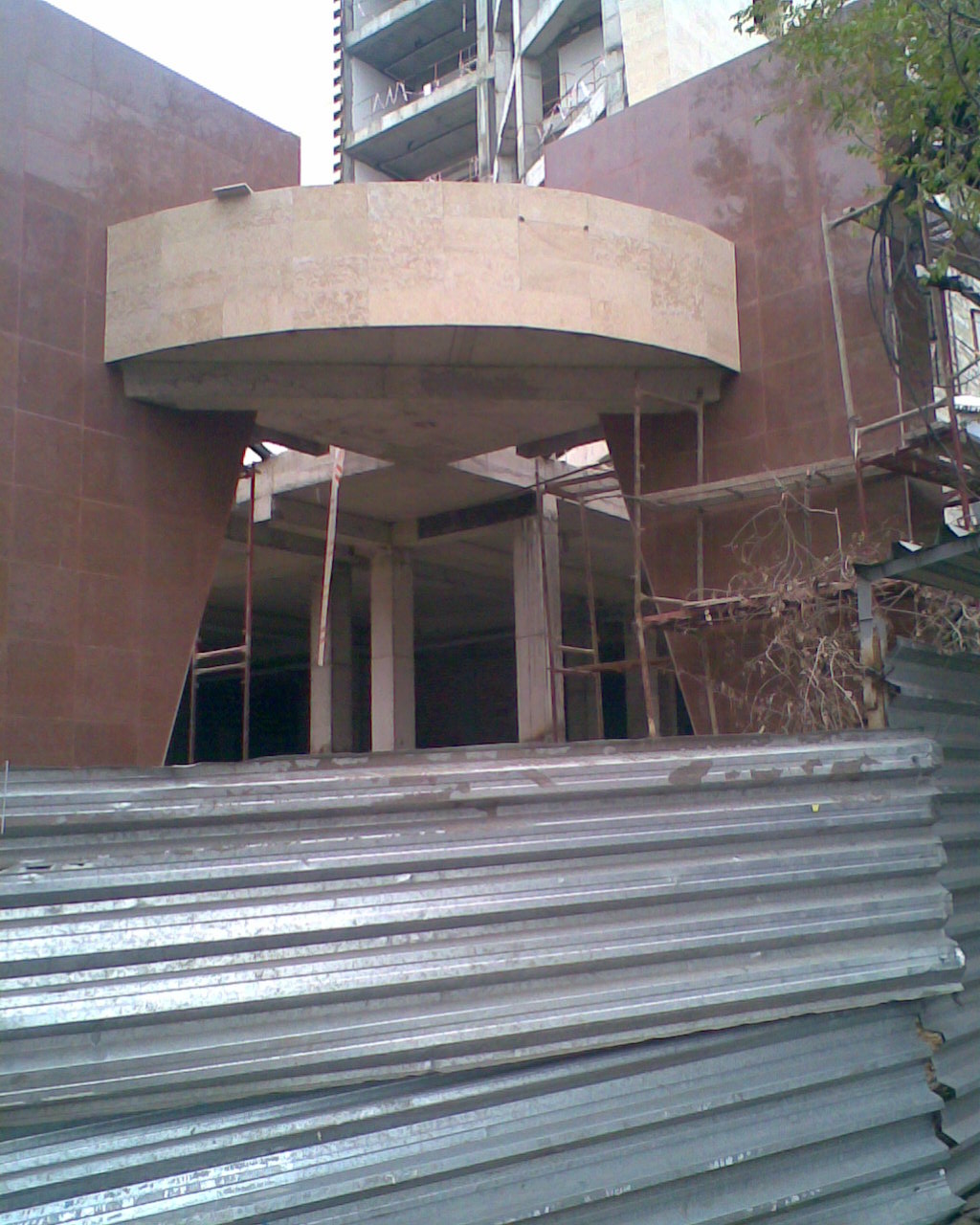
Вход на станцию «Жибек Жолы» (вид со стороны ул. Гоголя) (ноябрь 2008 года)
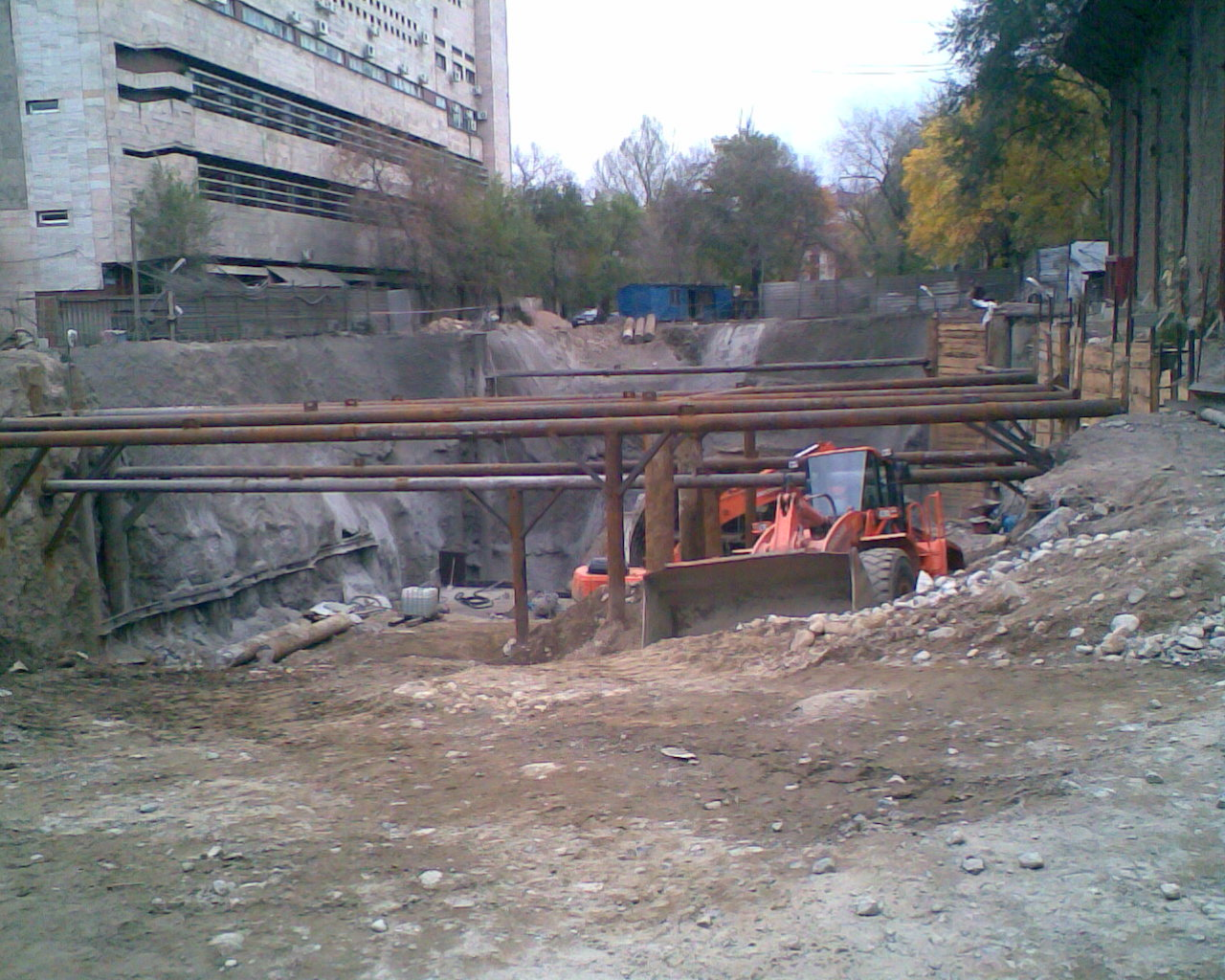
Строительство входа на станцию «Алмалы» (вид со стороны ул. Панфилова) (октябрь 2008 года)
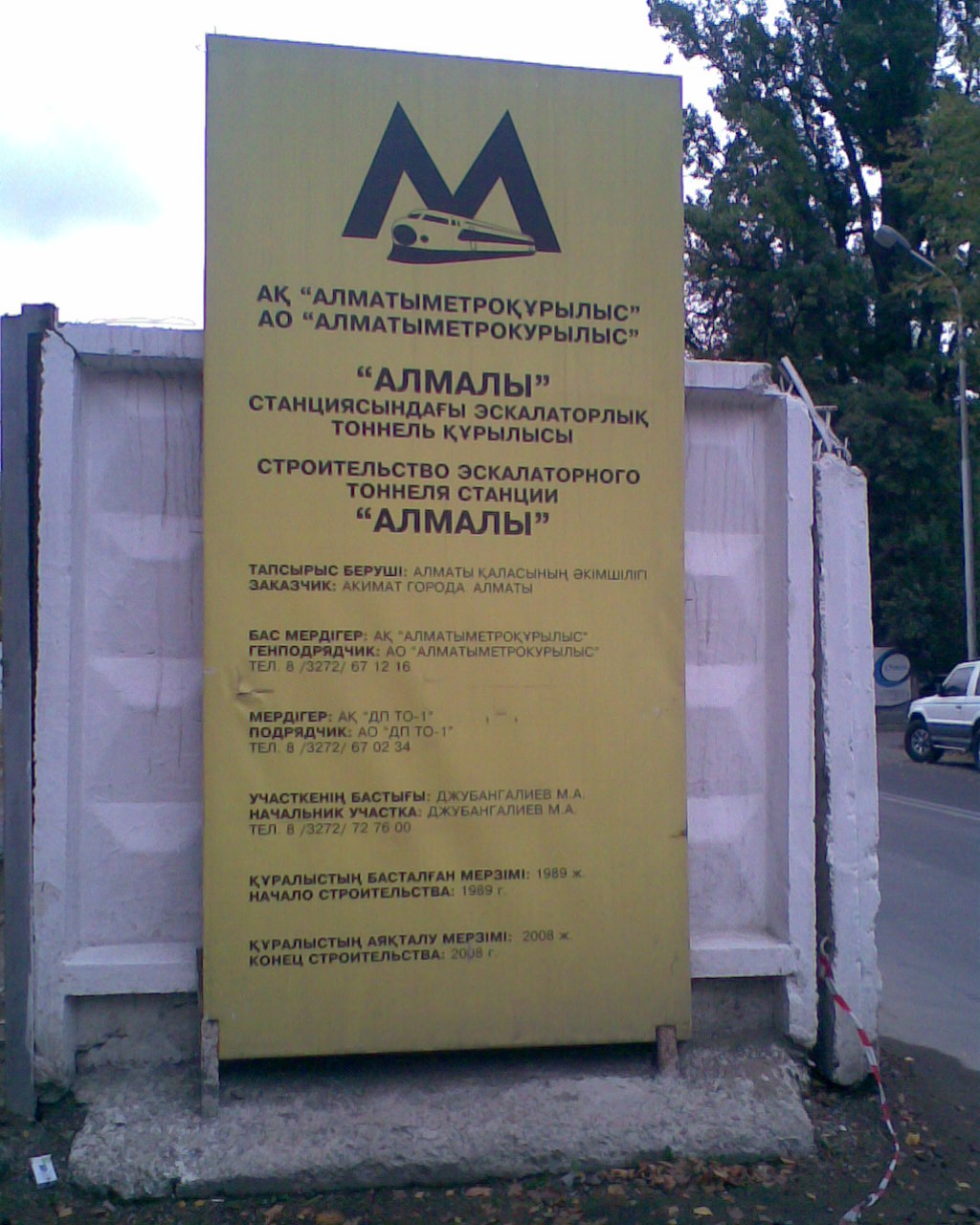
Информационный стенд у строящегося входа на станцию «Алмалы» (вид со стороны ул. Панфилова) (октябрь 2008 года)
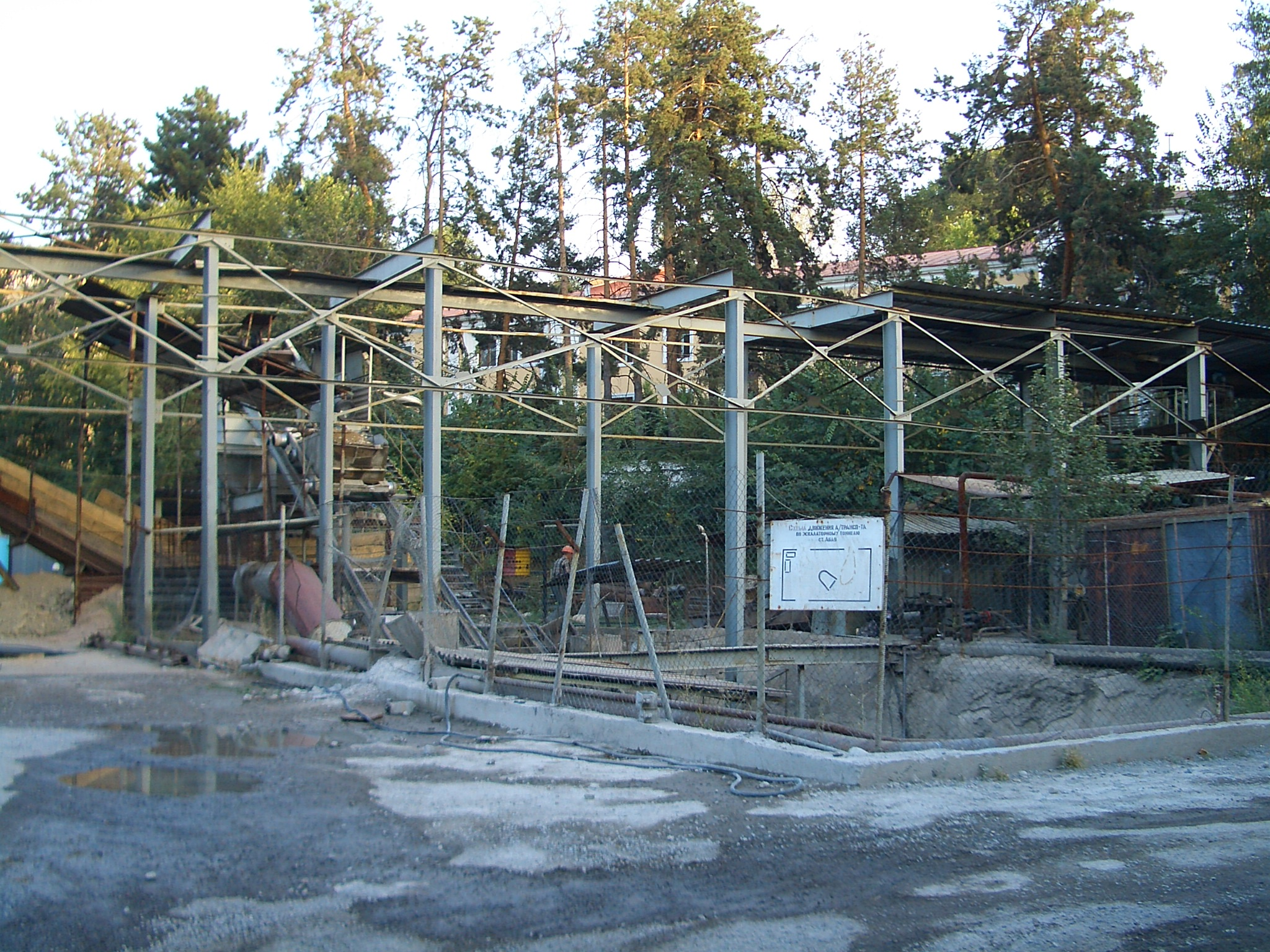
Строительство станции «Абай» (сентябрь 2007 года)

## Отзывы и критика
В связи со сложной геологической структурой местности, где расположен город, существуют риски, связанные со строительством метро. В районе проспекта Райымбека тоннели метро попадают в зону насыщения грунтовыми водами. Ниже по рельефу начинается зона родников. В этих условиях необходимы откачка, осушение, использование водоотливов и очень хорошая гидроизоляция при строительстве. Неизвестно как это будет реализовываться. Город расположен в зоне 9-балльной сейсмичности, где возможны разрушительные землетрясения. При небольших колебаниях земли в метро безопаснее, чем на поверхности. Если произойдёт мощное землетрясение вдоль трассы метро, то подземные конструкции сожмёт, как яичную скорлупу. Пути следования метро — это пересечение с линиями тектонических нарушений.
Есть претензии и качеству выполнения работ. Во время простоя с 1994 по 2000 года якобы существовал риск обрушения тоннелей метро, так как их строительство велось под улицами города, в случае обвала тоннеля риску обрушения подвергались: девятиэтажный жилой дом, здание бывшего Министерства лёгкой промышленности, магазин «Москва», а также здание «Военторга» и расположенные рядом по проспекту Абая между проспектом Гагарина и улицей Жарокова.
На это Государственный инспектор отдела Управления по госконтролю за чрезвычайными ситуациями и промышленной безопасностью, Балтатурар Ахметов заявляет, что Алматинский метрополитен проверяют один раз в год. В это время контролируют технологический процесс, проходку тоннелей и вентиляции. У «Алматыметрокурылыс» есть внутренняя служба, которая следит за качеством выполнения работ. Для строительства используют железобетонную обделку и чугунные тюбинги — сейсмостойкие и пожаробезопасные строительные материалы. Раньше у метро возникали проблемы с вентиляцией, но после очередной проверки были установлены дополнительные вентиляторы. Случаев задымления в метро не регистрировали. Если такое произойдёт, то в метро предусмотрены фильтрующие самоспасатели для рабочих. Это небольшие фильтры, через которые в случае ЧС рабочие смогут вдыхать очищенный воздух в течение одного часа. За это время они должны выбраться на поверхность в безопасное место. Подземные выработки могут использоваться как защитные сооружения для населения в случае наземной чрезвычайной ситуации. В метро будет располагаться штаб гражданской обороны со специальным оборудованием, автономной подачей света, воды.
15 октября 2008 года в республиканской газете «Экспресс-К» вышла статья «Тайна подземелья». В ней говорится, что тендер на поставку поездов выиграла компания «Хёндэ Ротем», несмотря на то, что их цена втрое выше, чем петербургских поездов «Вагонмаш». Компании «Хёндэ» заказали и на сорок процентов проплатили поставку семи поездов подземки. Однако корейская компания на тот момент ещё не имела проекта данных поездов.

## Интересные факты
От посла Республики Казахстан в правительство Москвы поступило предложение дать строящейся станции Московского метрополитена «Братеево» имя «Алма-Атинская», что вызвало критику и, в дальнейшем, протесты жителей одноимённого района. Название станции обусловлено чествованием заслуг Панфиловской дивизии, которая была сформирована в 1941 году в Алма-Ате и проявила героизм в Битве под Москвой (в районе «Братеево» в 0,6 км от станции также есть Алма-Атинская улица). В Алматы же в начале сентября 2011 года было принято решение о присвоении одной из Алматинских станций метрополитена названия «Москва».
Станцию «Байконур» предполагалось стилизовать под борт космического корабля.

## Подвижной состав
В Алма-Атинском метрополитене эксплуатируются южнокорейские поезда Hyundai Rotem производства одноимённой компании. Они приписаны к единственному электродепо ТЧ-1 «Райымбек батыра», которое, по состоянию на 2023 год, эксплуатирует 15 составов по четыре вагона.